# Любомя (гмина)
Любомя (пол. Lubomia) — сельская гмина (волость) в Польше, входит как административная единица в Водзиславский повет, Силезское воеводство. Население — 8014 человек (на 2004 год).

## Демография
| Перепись                       | Всего   | Всего | Женщины | Женщины | Мужчины | Мужчины |
| ------------------------------ | ------- | ----- | ------- | ------- | ------- | ------- |
| Единицы                        | человек | %     | человек | %       | человек | %       |
| Население                      | 8014    | 100   | 4102    | 51,2    | 3912    | 48,8    |
| Плотность населения (чел./км²) | 191,6   | 191,6 | 98,1    | 98,1    | 93,5    | 93,5    |

## Соседние гмины
1. Гмина Гожице
2. Гмина Корновац
3. Гмина Кшижановице
4. Пшув
5. Рацибуж
6. Водзислав-Слёнски